# Heudicourt (Eure)
Heudicourt is een gemeente in het Franse departement Eure (regio Normandië) en telt 535 inwoners (1999). De plaats maakt deel uit van het arrondissement Les Andelys.

## Geografie
De oppervlakte van Heudicourt bedraagt 10,73 km², de bevolkingsdichtheid is 50 inwoners per km².
De onderstaande kaart toont de ligging van Heudicourt (Eure) met de belangrijkste infrastructuur en aangrenzende gemeenten.

## Demografie
Onderstaande figuur toont het verloop van het inwonertal (bron: INSEE-tellingen).